# فرد کلسی
فرد کلسی (انگلیسی: Fred Kelsey؛  ‏۲۰ اوت ۱۸۸۴ – ۲ سپتامبر ۱۹۶۱) بازیگر، و کارگردان اهل ایالات متحده آمریکا بود.
از فیلم‌ها یا برنامه‌های تلویزیونی که وی در آن نقش داشته است، می‌توان به شلیک نکن، در گرداگرد شهر، شب بانوان در حمام، هانس کریستین اندرسن، جشن فوتلایت، زندگی ربوده‌شده، سان آنتونیو، آدم‌کشی، در شیکاگوی قدیم، ردیف پادشاهان، قتل شبه عمد، توئنتی‌اث سنچری، زندگی با پدر، ممنوع، مونتانا، گوریل اشاره کرد.